# دلالة (علم العلامات)
هذه الكلمة لها معاني متميزة في المنطق والفلسفة والاستخدام الشائع. انظر دلالة .
في السيميائية ، ينشأ دلالة عندما تكون العلاقة الدلاليه  بين الدال والمشار إليه غير كافية لخدمة احتياجات المجتمع . ويسمى المستوى الثاني من المفاهيم دلالة. هذه المعاني ليست تمثيلات موضوعية للشيء ، ولكنها استخدامات جديدة تنتجها المجموعة اللغوية. 

## نقاش
بالرجوع على التعريف الأصلي الذي اقترحه سوسور (1857–1913) ، تتكون العلامة من جزأين: 
- كمؤشر ، أي أنه سيكون له شكل يمكن للشخص رؤيته أو لمسه أو شمه أو سماعه و
- كما هو موضح ، أي أنها ستمثل فكرة أو بناء عقلي لشيء ما بدلاً من الشيء نفسه.

تم تطوير المعاني الضمنية من قبل المجتمع ولا تمثل الصفات المتأصلة في الشيء أو المفهوم الذي تم تعريفه في الأصل على أنه المعنى. إضافة مثل هذه المعاني يقدم التعقيد في نظام الترميز . إذا كان للدلالة معنى دلالة واحدة فقط ، فسيتم دائمًا فك ترميز استخدام العلامة بشكل لا لبس فيه من قبل الجمهور . لكن المعنى الدلالي يعتمد على السياق ، أي يجب على المرسل أن يتعلم كيفية مطابقة المعنى المقصود من المرسل إلى أحد المعاني المختلفة الممكنة الموجودة في الذاكرة . 
الدلالة هي أنها تمكن المرسل من النظر في المفاهيم المجردة بسهولة أكبر وإدخال الدقة في الخطاب . مثال علي ذلك ، ينتج مقياس الحرارة الرقمي قيمة عددية تشير إلى الحالة الحالية لمعلمة تشغيلية محددة. توفر هذه التقنية علامة فهرسة للحرارة (اعتماد تصنيف تشارلز ساندرز بيرس (1839–1914) ، وهي إشارة فهرسية عن طريق الاتصال الحقيقي بين الموقّع والمشار إليه). الرقم هو قيمة دلالة ، أي أنه يتحدث عن نفسه فقط. سيقوم الطبيب أو الممرضة أو المريض تتصل الرقم كنسبة المرئي المجاز ، في هذه الحالة استعارة ، لصحة الجسم. تضيف هذه المعلومات إلى البيانات الأخرى التي تشكل أعراضًا للمريض ، وهو ملخص يتم على المستوى المعرفي الدلالي. ومن ثم ، يتم اختيار معاني الصحة أو المرض من الإطار الدلالي الذي أنشأه المترجم من خلال التدريب والخبرة بالنظر إلى أن كل حالة ممكنة للرفاهية تتمثل في مجموعة من السمات الرمزية ، أحدها درجة حرارة المريض. 
دلالة تتعلق بكيفية استخدام نظام تسجيل في كل رسالة. يتم تحديد المحتوى الدلالي من قبل المرسل ويمثل قيم هذا الشخص ونواياه. إن قصر التحليل على نظام الإشارات الذي يتألف من النماذج والمفاهيم النحوية يستبعد العناصر الأساسية في العملية التفسيرية. وهكذا ، تم تطوير الاختبارات الذاتية مثل اختبار الاستبدال لرسم الدلالات ، وبالتالي فك تشفير المزيد من نوايا المرسل. يتم تحقيق ذلك عن طريق تغيير شكل الدلالات ، عن طريق استبدال الدلالات لتقييم ما ستكون عليه الدلالات البديلة وعن طريق النظر في الدلالات الغائبة ولماذا يكون غيابها كبيرًا. تتطلب تغييرات النموذج استبدال خطوط مختلفة لنفس النص ، أو ألوان أو تصميمات مختلفة لنفس المحتوى المرئي. استخدام المترادفات و المتضادات يوضح الخيارات connotational كما بين، مثلا، تحقير و ملطفة الأعراف. فيما يتعلق بالغياب ، إذا كانت الصورة الحديثة لمجموعة من الأشخاص العاملين في مؤسسة عامة كبرى تحتوي فقط على أفراد من نفس الجنس والعرق ، المحلل سوف يستفسر عن أهمية استبعاد أولئك من الجنس الآخر وعرق مختلف. قد يدعم القرار التحريري القيم والمواقف والمعتقدات الاجتماعية المتأصلة في الثقافة - على سبيل المثال ، يجب على الدول تجنيد الرجال فقط للخدمة في الخطوط الأمامية للحرب. قد تفسر التفسيرات الأخرى للسياقات المختلفة الأساطير والتحيزات الثقافية الأقل معقولية. 